# Монровил (Алабама)
Монровил (енгл. Monroeville) град је у америчкој савезној држави Алабама. По попису становништва из 2010. у њему је живело 6.519 становника.

## Демографија
Према попису становништва из 2010. у граду је живело 6.519 становника, што је 343 (5,0%) становника мање него 2000. године.
| Група             | 2000.         | 2010.         |
| Белци             | 3.628 (52,9%) | 2.726 (41,8%) |
| Афроамериканци    | 3.077 (44,8%) | 3.631 (55,7%) |
| Азијати           | 40 (0,6%)     | 19 (0,3%)     |
| Хиспаноамериканци | 62 (0,9%)     | 51 (0,8%)     |
| Укупно            | 6.862         | 6.519         |